# Lista cartierelor din municipiul Galați
Municipiul Galați are multe cartiere, dar din lipsa unor informații clare, mai multe denumiri sunt pentru același cartier iar altele nu sunt oficiale. Harta cartierelor a fost realizată de Utilizator:Baditastefan din informațiile obținute cu prilejul cercetărilor făcute în arhivele orașului.

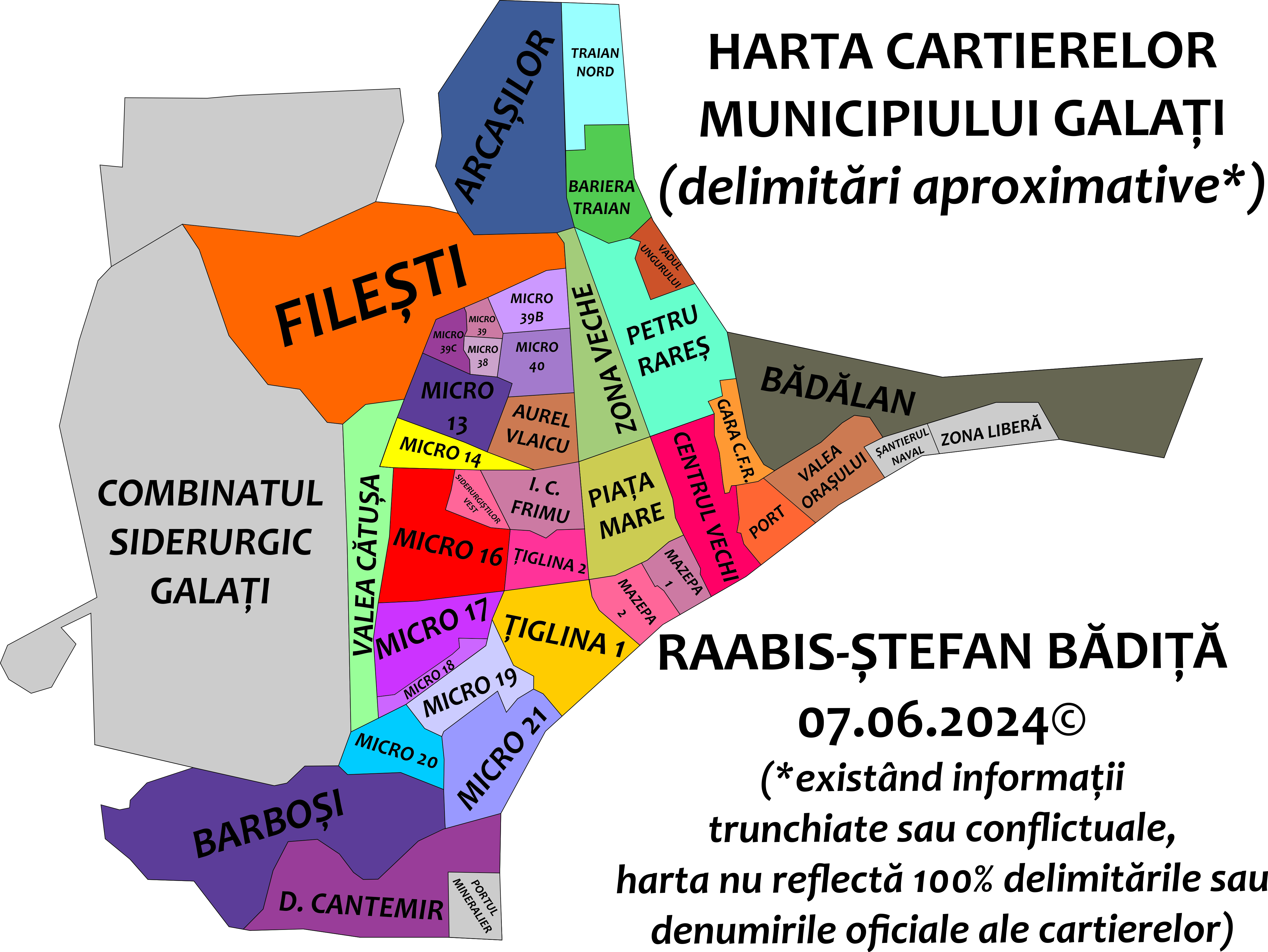

| - Arcașilor - Traian Nord - Bariera Traian - Zona Veche (Ignat Rizer) - Petru Rareș - Vadu' Ungurului (denumire neoficială) - Gară - Bădălan - Port - Valea Orașului - Filești | - Centrul Vechi - Mazepa 1 - Mazepa 2 - Piața Centrală - Țiglina 1 - Țiglina 2 - Țiglina 3/Micro 16 - Siderurgiștilor Vest - I.C. Frimu - Aurel Vlaicu - Valea Cătușa | - Dimitrie Cantemir - Barboși - Micro 13 - Micro 14 - Micro 17 - Micro 19 - Micro 20 - Micro 21 - Micro 39A - Micro 39B - Micro 39C - Micro 40 |